# 최종수 (1946년)
최종수(1946년 7월 23일 ~ 2022년 10월 30일)는 대한민국의 방송 프로듀서이다.

## 경력
- 1988년 MBC 심의부 국장
- 1996년 MBC 제작국 부국장
- 2000년 MBC 프로덕션 영화기획실 실장
- 2000년 MBC 드라마국 국장급 위원
- 2001년 MBC 프로덕션 대표이사 사장
- 성균관대학교 연기예술학과 겸임 교수

## 수상
- 1989년 한국방송대상 TV연출상
- 1993년 PD연합회 올해의 프로듀서상
- 1996년 한국방송대상 TV작품상

## 드라마
- 1971년 MBC 《수사반장》 연출
- 1973년 MBC 《113 수사본부》 연출
- 1975년 MBC 《제3교실》 연출
- 1977년 MBC 《별 하나 나 하나》 연출
- 1977년 MBC 《특파원 001》 연출
- 1977년 MBC 《유령의 집》 연출
- 1978년 MBC 《X 수색대》 연출
- 1978년 MBC 《범바윗골의 비밀》 연출
- 1978년 MBC 《우주탐험대》 연출
- 1981년 MBC 《민족풍속도》 연출
- 1982년 MBC 《내일은 홈런》 연출
- 1982년 MBC 《황진이》 연출
- 1983년 MBC 《봉암리 아이들》 연출
- 1983년 MBC 《악몽의 시나리오》 연출
- 1983년 MBC 《내일은 태양》 연출
- 1983년 MBC 《아버지와 아들》 연출
- 1983년 MBC 《베스트셀러극장》 연출
- 1984년 MBC 《추사 김정희》 연출
- 1984년 MBC 《실화극장》 연출
- 1985년 MBC 《아무렴 그렇지 그렇고 말고》 연출
- 1986년 MBC 《첫사랑》 연출
- 1987년 MBC 《사랑과 야망》 연출
- 1989년 MBC 《잠들지 않는 나무》 기획
- 1989년 MBC 《나비야 청산가자》 기획
- 1990년 MBC 《스타 탄생》기획
- 1990년 MBC 《꼴찌 수색대》 기획
- 1990년 MBC 《배반의 장미》 기획
- 1990년 MBC 《여자는 무엇으로 사는가》 기획
- 1990년 MBC 《별난가족 별난학교》 기획
- 1990년 MBC 《몽실언니》 기획
- 1990년 MBC 《내 친구 깨치》 기획
- 1991년 MBC 《동요나라》 기획
- 1991년 MBC 《까치 며느리》 기획
- 1991년 MBC 《산너머 저쪽》 기획
- 1991년 MBC 《베스트극장》 기획
- 1991년 MBC 《여명의 눈동자》 기획
- 1992년 MBC 《아들과 딸》 기획
- 1992년 MBC 《여자의 방》 기획
- 1993년 MBC 《폭풍의 계절》 기획
- 1993년 MBC 《명태》 연출
- 1994년 MBC 《사랑을 그대품안에》 기획
- 1994년 MBC 《M》 기획
- 1994년 MBC 《도전》 기획
- 1995년 MBC 《제4공화국》 연출
- 1996년 MBC 《자반고등어》 기획
- 1996년 MBC 《가슴을 열어라》 연출
- 1997년 MBC 《그대 그리고 나》 연출
- 2004년 MBC 《한강수타령》 연출
- 2008년 SBS 《식객》 연출
- 2010년 MBC 《김수로》 연출

## 영화
- 2002년 도둑맞곤 못살아
- 2004년 욕망